# Senka
Senka je žensko osebno ime.

## Izvor imena
Ime Senka je različica ženskih osebnih imen Ksenija oziroma Senija.

## Pogostost imena
Po podatkih Statističnega urada Republike Slovenije je bilo na dan 31. decembra 2007 v Sloveniji število ženskih oseb z imenom Senka: 120.

## Osebni praznik
V koledarju je ime Senka uvrščeno k imenu Ksenija.